# Soroca
Soroca je grad u Moldaviji na rijeci Dnjestar, oko 160 km sjeverno od Kišinjeva. 
Ima oko 37 000 stanovnika. U prošlosti je u gradu bilo oko 18 000 Židova, a danas je grad poznat po velikom broju Roma i naziva se "glavnim gradom Roma u Moldaviji". 
Grad ima svoje korijene od srednjeg vijeka kao trgovačka postaja za Republiku Genovu. Kasnije je knez Stjepan III. Moldavski ovdje izradio tvrđavu Soroca 1499. po kojoj je grad poznat i danas.
Tijekom Velikog turskog rata, Jan Sobieski i njegove snage uspješno su obranile grad od Osmanlija. Grad je bio važan tijekom kampanje Petra Velikog u Rusko-turskom ratu 1711.